# Mahāvīra (buddismo)

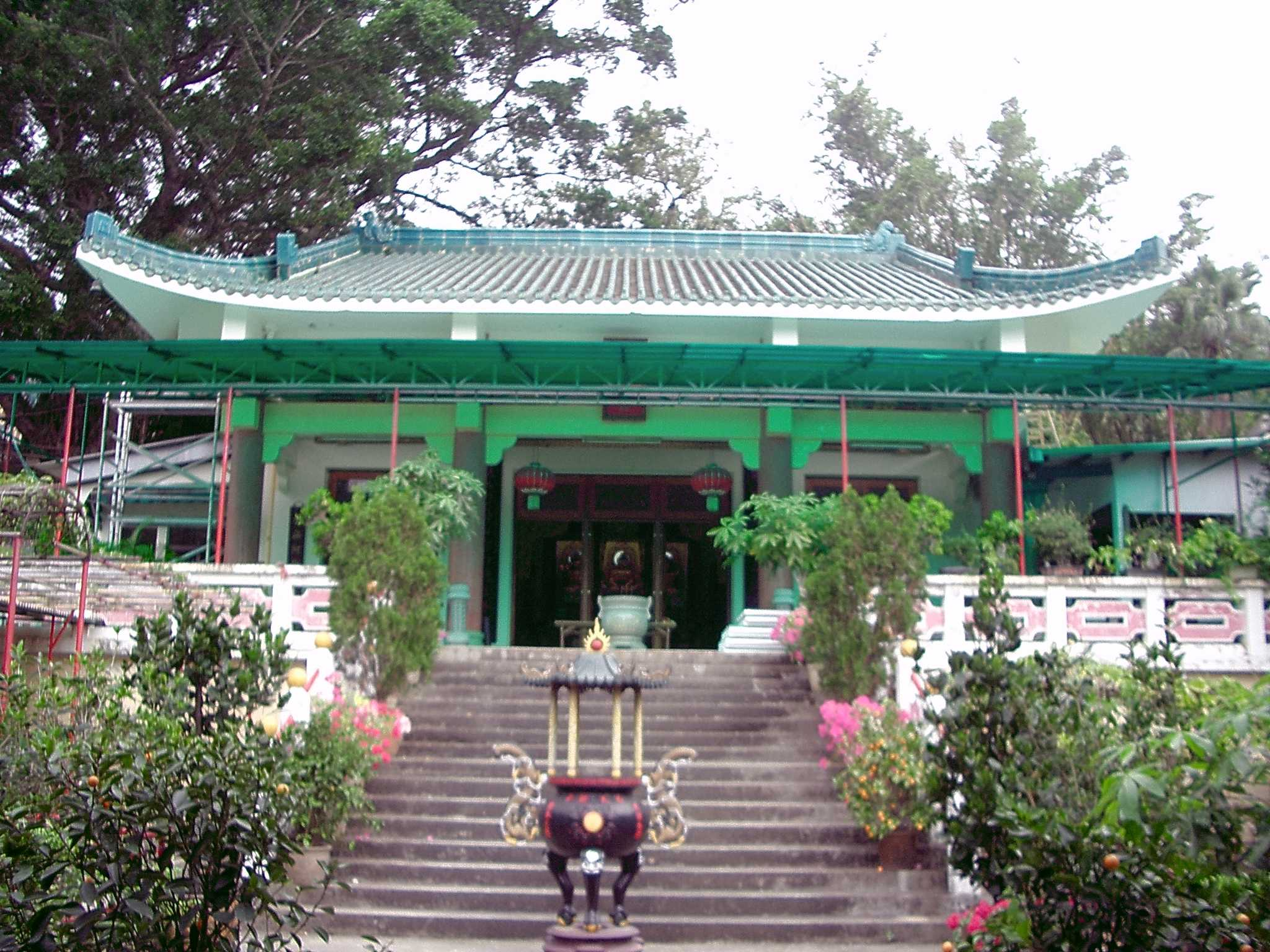
La sala Mahavira del tempio di Nam Tin Chuk (Vietnam).

La Mahāvīra (zh. 大雄寶殿T, 大雄宝殿S, lett. "Preziosa sala del grande eroe"), più impropriamente Sala Mahāvīra, è la sala/edificio principale in un tempio buddista cinese. Spesso chiamata semplicemente Sala Principale, custodisce le rappresentazioni di Gautama Buddha e vari altri buddha e bodhisattva. Figura anche nei templi di altre tradizioni buddiste dell'Asia orientale: Corea, Giappone, Vietnam, ecc.

## Nomi
Per la loro importanza e il loro utilizzo, le Mahāvīra sono spesso conosciuti semplicemente come Sala Grande/Magna del tempio. La resa in lingua occidentale "Sala Mahavira/Mahāvīra" è una traduzione inversa che utilizza il termine sanscrito originale al posto del suo equivalente cinese o inglese. La traduzione letterale dalla lingua cinese è "Sala preziosa del grande eroe", "Sala della grande forza" o "Sala Daxiongbao". Meno spesso, la si identifica come l'adyton dei templi greco-romani. A volte viene anche fraintesa come il "Palazzo Grande, Potente e Prezioso".

## Descrizione
Come anticipato, la Mahāvīra è la sala principale di un tempio buddista cinese. Ubicata generalmente a nord della Sala dei Quattro Re Celesti, funge da nucleo architettonico dell'intero tempio e anche da luogo di pratica per i monaci. Nella sala sono custodite le statue di Sakyamuni, il fondatore del buddismo.
Le statue di Sakyamuni custodite nella Mahāvīra hanno tre posture differenti:
1. la prima statua raffigura il Buddha nella posizione del loto, con la mano sinistra appoggiata sul piede sinistro e la mano destra abbassata naturalmente, a rappresentare che ha sacrificato tutto ciò che ha per le persone prima di diventare Buddha. Tutto ciò può essere dimostrato solo dal terreno. Questa postura delle statue è chiamata 成道相S, lett. "Postura del divenire Buddha";
2. la seconda statua raffigura il Buddha nella posizione del loto con la mano sinistra posata sul piede sinistro e il dito della mano destra che suona. Questa è chiamata 說法相S, lett. "Postura della predicazione", che mostra le sue posture durante la predica;
3. la terza statua raffigura il Buddha in piedi con la mano sinistra abbassata, a significare la speranza che tutte le persone possano soddisfare i propri desideri, e il braccio destro teso, a indicare che tutte le persone possono alleviare le proprie sofferenze. Questa postura è chiamata 旃檀佛相S, lett. "Buddha del legno di sandalo".

Di solito le statue di due discepoli vengono poste accanto alle statue di Sakyamuni: la più vecchia si chiama Mahākāśyapa e quella di mezza età si chiama Ānanda.
Sul retro delle statue di Sakyamuni sono di solito custodite tre statue del Bodhisattva rivolte a nord:
1. Mañjuśrī Bodhisattva che cavalca un leone;
2. Samantabhadra Bodhisattva che cavalca un elefante bianco; e
3. Guanyin Bodhisattva che cavalca un drago.

Alcuni templi mettono invece in scena, dietro le statue di Sakyamuni, la "Parabola dell'isola" e custodiscono solo la statua di Guanyin Bodhisattva con un vaso d'acqua pulita e un ramo di salice al suo interno.

## Esempi
- La Mahavira del Tempio Longhua di Shanghai.
- La Mahavira del Tempio Lingyin di Hangzhou.
- La Mahavira del tempio Jing'an di Shanghai.
- La Mahavira del tempio Shanhua di Datong.
- La Mahavira del tempio Kaishan di Gaobeidian.
- La Mahavira del tempio Fengguo di Yixian.
- La Mahavira del Tempio della Bandiera dell'Oceano di Haizhu.